# Châu Đăng Khoa
Châu Đăng Khoa (sinh ngày 26 tháng 6 năm 1990) là một nam nhạc sĩ kiêm nhà sản xuất thu âm người Việt Nam.

## Tiểu sử
Châu Đăng Khoa có nguyên quán ở Buôn Ma Thuột nhưng anh chuyển vào Thành phố Hồ Chí Minh để học tập và làm việc. Châu Đăng Khoa là cựu sinh viên Trường Đại học Kinh tế Thành phố Hồ Chí Minh, đồng thời là sinh viên Nhạc viện Thành phố Hồ Chí Minh, khoa Thanh nhạc. Châu Đăng Khoa chia sẻ mong muốn của anh là được làm ca sĩ nhưng vì không đủ tiền để mua bài hát nên anh đã tập tành viết nhạc và hát những ca khúc của mình.
Bắt đầu bước chân vào con đường sáng tác vào năm 2012, Châu Đăng Khoa sớm trở thành một trong những cái tên nhạc sĩ trẻ được chú ý và sở hữu nhiều ca khúc được khán giả yêu thích. Những sáng tác của Châu Đăng Khoa cũng khá đa dạng về thể loại và luôn để lại ấn tượng tốt cho khán giả. Anh cũng là một trong những nhạc sĩ được Trung tâm Thúy Nga - Paris by Night thường xuyên đặt bài hát.
Vào tháng 10 năm 2017, công ty RBW - công ty chủ quản của nhóm Mamamoo đã ký hợp đồng sản xuất âm nhạc với nhạc sĩ Châu Đăng Khoa, anh sẽ đảm nhận vai trò sản xuất cho các sản phẩm âm nhạc của nhóm và các nghệ sĩ Hàn Quốc.
Vào tháng 1 năm 2018, ca khúc do anh sáng tác Người lạ ơi với phần trình diễn của Karik và Orange trở thành hiện tượng trên các bảng xếp hạng âm nhạc và mạng xã hội.

## Tranh cãi
Năm 2019, công ty sách Người Trẻ Việt dọa khởi kiện Châu Đăng Khoa vì việc ca từ trong hai bài hát Tình Nhân Ơi và Người Lạ Ơi đạo thơ của tác giả Linh Linh và Lạc Hi. Sau khi bồi thường 6 triệu đồng, Châu Đăng Khoa có bài viết trên trang cá nhân nhưng không thừa nhận đạo thơ hay xin lỗi mà chỉ cho biết bản thân "có lỗi trong việc chậm trễ trả tiền bản quyền khiến tác giả buồn". Tác giả quyết định trả lại tiền và kiện Châu Đăng Khoa.
Riêng ca khúc Tình Nhân Ơi, nhà sản xuất Nemo tố cáo Châu Đăng Khoa cố tình làm giả tin nhắn của thành viên nhóm nhạc V4MEN nhằm mục đích PR bẩn cho MV Tình Nhân Ơi. Sau bê bối, Châu Đăng Khoa thừa nhận là mình giả mạo tài khoản và tin nhắn.
Năm 2020, hai nữ ca sĩ Orange và LyLy đồng loạt tố công ty Superbrothers của Châu Đăng Khoa quỵt tiền, ăn chặn cát-xê. Châu Đăng Khoa trả lời "chỉ là sai sót tài chính. Sau thời gian kiện tụng, LyLy đã lên tiếng xin lỗi Và Orange đã bồi thường danh dự và tiền thất thoát cho Nhạc sĩ Châu Đăng Khoa sau thời gian dài kiện tụng."

## Sản phẩm âm nhạc

### Đĩa đơn
- Craze[4]
- Lẻ loi
- City Light

### Sáng tác tiêu biểu
- Tết đón xuân về (Amee, Han Sara, Xesi)
- Đón mùa xuân về
- Và mùa đông sang (Thu Phương)
- Người lạ ơi (Orange ft. Karik)
- Break the rules (Minh Hằng)
- Mối tình xưa (Hồ Ngọc Hà)
- Em không cần anh (Hồ Ngọc Hà)
- Giấu anh vào nỗi nhớ (Hồ Ngọc Hà)
- Tôi thấy hoa vàng trên cỏ xanh[5] (Ái Phương)
- Sẽ thôi chờ mong (Đào Bá Lộc (Luna Đào))
- Bận rộn (Busy song) (Minh Hằng)
- Lười (Phú Thiện)
- Dối (Dương Triệu Vũ)
- Gato (thị phi) (Đinh Huy)
- Đời có bao nhiêu ngày vui (Quang Dũng)
- Có bao nhiêu người trên đời (Phan Đinh Tùng)
- Như hoa mùa xuân (Hồ Ngọc Hà ft. Minh Hằng ft. Thủy Tiên)
- Anh chàng nhà bên (Trương Thảo Nhi)
- Just love (Thu Minh)
- Em đi tìm anh (Hồ Ngọc Hà ft. Noo Phước Thịnh)
- M tuyệt vời (The MTV Song) (Noo Phước Thịnh, Hồ Ngọc Hà, Karik)
- Without you (Hari Won)
- Hương đêm bay xa (Hari Won)
- Love you, hate you (Hari Won)
- Cho những điều đã qua (Kyo York)
- Mona Lisa[6] (Văn Mai Hương)
- Big girls don't cry (Tóc Tiên)
- Hết hy vọng (Đan Trường)
- Gọi tên Việt Nam (Đan Trường)
- I don't believe in you (Noo Phước Thịnh ft. Basic)
- Những khát khao ấy (Văn Mai Hương)
- Lặng lẽ (Kyo York)
- Yêu thêm (Phan Đinh Tùng)
- Hãy yêu anh đi (Phan Đinh Tùng)
- Giá như em biết (Phan Đinh Tùng)
- Dẫu người không đến đây (Phan Đinh Tùng)
- Ở một nơi nào đó (Phan Đinh Tùng)
- Em là lý do anh tồn tại (đồng sáng tác với Hùng Nguyễn) (Phan Đinh Tùng)
- Thêm một ngày như thế (Phan Đinh Tùng)
- Em thì không (lời Việt) (Mỹ Tâm)
- Từ giây phút đầu (Trấn Thành ft. Hari Won)
- Party (Hồ Ngọc Hà ft. Noo Phước Thịnh ft. Tóc Tiên)
- Tâm tư (Janice Phương)
- Và lắng nghe mình (Phạm Hương)
- Good boy gone bad (Bạch Công Khanh)
- Chim hót tháng 5 (Võ Hạ Trâm)
- Mrs. Lonely (Tiêu Châu Như Quỳnh)
- Tell me why (Thu Minh)
- I don't care (Phương Trinh Jolie)
- Hôn (Tóc Tiên ft. Hiền Hồ)
- Đơn giản tôi là Hồ Ngọc Hà (Hồ Ngọc Hà)
- Shake it up (Gil Lê)
- Dream team (Noo Phước Thịnh & Top 6 Giọng hát Việt)
- Sợ (Thu Minh ft. Hồ Ngọc Hà)
- Chưa bao giờ mẹ kể (Min ft. Erik)
- Yêu một người như anh (Ngọc Kayla)
- Nơi ngọn gió dừng chân (Bảo Trâm)
- Thanh xuân của chúng ta (Bùi Anh Tuấn ft. Bảo Anh)
- Em đang nơi nào (Bạch Công Khanh)
- Trong giấc mơ đêm qua (Khói sương mong manh) (Bằng Kiều ft. Lam Anh)
- Around the world (Noo Phước Thịnh)
- Tôi thất tình (UGLY) (Orange) (OST Mỹ Nhân Thần Sách)
- Nàng tiên cá (Hòa Minzy)
- Yes I do (Bùi Anh Tuấn x Hiền Hồ)
- Vợ chồng son (Lâm Vỹ Dạ ft. Hứa Minh Đạt)
- Chỉ một lần sống (P336 Band)
- Mỗi khi gần em (Bằng Kiều)
- Sài Gòn Sài Gòn (V.Music)
- Vui như Tết
- Những ngày xuân rực rỡ
- Behind the mask (Sofia ft. Red)
- Là do em xui thôi (Khói viết lời rap) (Sofia ft. Khói)
- Chân ái (Khói viết lời rap) (Orange ft. Khói)
- Nhớ người hay nhớ... (Khói viết lời rap) (Sofia ft. Khói)
- City lights
- Lẻ loi
- Tình yêu là chuyện nhỏ (Karik viết lời rap) (ft. Karik)
- Craze (ft. Karik)
- Độc thân (ft. Ricky Star)
- Quẳng gánh lo đi mà ăn tết (Hồ Ngọc Hà)
- Sẽ không ai bị bỏ lại phía sau (35 nghệ sĩ)
- Đón xuân nơi xa (Đông Nhi)
- Ngày mùa xuân vừa ghé (Bạch Công Khanh)
- Sớm nay mùa xuân (Đông Nhi ft. Ông Cao Thắng)
- Mùa đẹp nhất (Hồ Ngọc Hà)
- Đón Tết quê hương (Trần Trung Thành viết lời) (Ái Phương, Bảo Thy, Thu Thủy, Yến Trang, Thanh Ngọc, Tiêu Châu Như Quỳnh)
- Đón mùa xuân về (Bảo Anh)
- Những đóa hoa nắng mai (Ali Hoàng Dương, S.T Sơn Thạch, Dương Edward)
- Crush on you (Khánh Tiên)
- Way back home (Về nhà thôi) (chỉ viết lời Việt còn Ji Hye Lee & Shaun viết nhạc) (Hồ Ngọc Hà, Đông Nhi, Ông Cao Thắng, Bùi Anh Tuấn, Song Luân, Han Sara, Tăng Phúc, Trương Thảo Nhi, Sofia, Uni5, LipB)
- Lof is my life (Sofia)
- Giữa đêm bật khóc (Myra Trần)
- Em là để yêu (Văn Mai Hương)
- Mùa đẹp nhất (Hồ Ngọc Hà)
- Trong giấc mơ đêm qua (Ái Phương ft. Lê Việt Anh)
- Nắm tay em khi mưa đến (Ái Phương)
- Let's talk about love (Văn Mai Hương ft. Blacka)
- Chắc anh có nỗi khổ tâm (Thiều Bảo Trâm)
- Người rất tốt không gặp sẽ tốt hơn (Hiền Hồ)
- Chuyện gì đang xảy ra (Phù Vạn Nam Hương) (OST Chuyện gì đang xảy ra)
- Sống một lần rồi thôi (Đinh Tuấn Khanh) (OST Nghề siêu dễ)

## Giải thưởng
- Huy Chương Vàng - Giọng ca Vàng sinh viên toàn quốc 2008
- Gương mặt Xuất sắc - Facelook 2010
- Huân Chương Tuổi Trẻ vì Biển Đảo Quê Hương - 2010
- Bài hát ấn tượng của Bài hát Việt tháng 10 năm 2012
- Bài hát ấn tượng của Bài hát Việt tháng 11 năm 2012
- Top 10 nhạc sĩ được yêu thích nhất Làn sóng xanh năm 2014
- Top 10 nhạc sĩ được yêu thích nhất Làn sóng xanh năm 2015[7]
- Musician of the Year / Men of the Year năm 2016
- Top 10 ca khúc xuất sắc nhất năm Zing MP3 - Best of 2022 với ca khúc Vì mẹ anh bắt chia tay.[8]

## Chương trình đã tham gia
- Đấu trường âm nhạc - THVL1
- 100 triệu 1 phút - VTV3
- Vì bạn xứng đáng - VTV3
- Ơn giời cậu đây rồi - VTV3
- Ai là triệu phú - VTV3
- Nhanh như chớp - HTV7
- Giọng ải giọng ai - HTV7
- Đàn ông phải thế / My man can - HTV7
- Thiên đường ẩm thực - HTV7
- Ghế không tựa - VTV6
- Bữa trưa vui vẻ - VTV6
- Người ấy là ai - HTV2
- Chọn đâu cho đúng - VTV3
- Quả cầu bí ẩn - VTV3
- Chọn ngay đi - VTV3
- Bản lĩnh ngôi sao - THVL1
- Chọn ai đây - HTV7
- Truy tìm cao thủ - THVL1
- Siêu bất ngờ - HTV7
- Bài hát đầu tiên  - VTV3
- Lạ lắm à nha - VTV3
- Bài hát hay nhất / Big song big deal - VTV3
- Và một số chương trình khác